# Mati
Mati là một đô thị ở tỉnh Davao Oriental, Philippines. Đây là thủ phủ của tỉnh. Theo điều tra dân số năm 2000, đô thị này có dân số 105.908 người trong 21.293 hộ.

## Các đơn vị hành chính
Mati được chia thành 26 barangay.
| - Badas - Bobon - Buso - Cabuaya - Central (Pob.) - Culian - Dahican - Danao - Dawan - Don Enrique Lopez - Don Martin Marundan - Don Salvador Lopez, Sr. - Langka | - Lawigan - Libudon - Luban - Macambol - Mamali - Matiao - Mayo - Sainz - Sanghay - Tagabakid - Tagbinonga - Taguibo - Tamisan |